# Веслінг
Веслінг (нім. Weßling) — громада в Німеччині, розташована в землі Баварія. Підпорядковується адміністративному округу Верхня Баварія. Входить до складу району Штарнберг.
Площа — 22,60 км2. Населення становить 5510 ос. (станом на 31 грудня 2020).